# Милутин Стефановић
Милутин Стефановић (Београд, 25. фебруар 1924 − Београд, 7. мај 2009) био је српски хемичар и универзитетски професор. Стефановић је био професор Хемијског факултета Београдског универзитета, један од најзначајнијих органских хемичара и биохемичара и пионир хемотаксономских истраживања.

## Порекло
Отац Милутина Стефановића, Милош (1876—1941), рођен у Београду, до 1927. године радио је у Дирекцији српских државних железница, а 1928. године изабран је за ванредног професора на Пољопривредном факултету у Београду. Објавио је 130 научних радова и два универзитетска уџбеника. Погинуо је 13. априла 1941. године као резервни официр Југословенске војске приликом бомбардовања Сарајева. Мајка Даница Алтман (1894—1966), рођена у Станиславу у Галицији, године 1919. у Бечу се удала за Милоша Стефановића.
Поред Милутина, имали су старијег сина Ђорђа (1920—2004), архитекту, који је живео у Швајцарској.

## Биографија
Основну школу и гимназију је завршио у Београду, где је матурирао 1942. године са одличним успехом. На Хемијску групу Природно-математичког факултета, Милутин се уписао 1947. године уз залагање професора Ђорђа Стефановића. Дипломирао је 1951. године са радом под називом Одређивање сумпора у органским супстанцама електрооксидацијом. Под руководством Ђорђа Стефановића одмах је започео рад на докторској тези под називом Синтезе бета-арил-бета амино-пропионских киселина и бета-април-алфа-бета-диаминопропионских киселина коју је и одбранио 16. јула 1954. године.
Године 1957. изабран је за доцента за предмет Хемија на Катедри хемије ПМФ-а. Од фебруара 1958. до новембра 1959. био је на специјализацији у Француској где је радио на синтезама стероидних хормона и алкалоида. У том периоду био је члан Савета Института за хемијска, технолошка и металурушка истраживања (ИХТМ) и члан Управе Српског хемијског друштва.
Период од октобра 1963. до јануара 1964. провео је у Хемијском институту Техничке велике школе у Брауншвајгу где је радио на фотохемијским реакцијама са природним производима. Године 1964. изабран је за ванредног професора за предмет Хемија природних производа, при катедри ПМФ-а.
Од априла до октобра 1969. боравио је у САД на основу размене Савета југословенских академија и америчке Академије наука у Вашингтону. За време боравка радио је у области органске хемије и хемије природних производа.
За редовног професора за предмет Органска хемија на Катедри хемије ПМФ-а изабран је 1970. године док је за управника Института за хемију ПМФ-а изабран изабран 1972. године на период од две године. Радни однос му је престао 1989. године, када је напунио 65, али је наставио да се бави научним истраживањем кроз пројекте САНУ све до 2004. године.
Умро је у Београду 7. маја 2009. године.

## Уџбеници и научни радови
Милутин Стефановић је објавио четири универзитетска уџбеника за предмете које је предавао и за област коју је научно истраживао:
- Хемија природних производа, Завод за издавање уџбеника, Београд, 1965 (заједно са Ђ. Стефановићем и Б. Грујић).
- Хемија стероида, Завод за издавање уџбеника СРС, 1966.
- Carl R. Noller, Textbook of Organic Chemistry, W.B. Saunders Company, 1966; Органска хемија, Београд, 1970, превео М. Стефановић.
- Kagan Henri B., Organische Stereochemie, Stuttgart, Georg Thieme Verlag, 1977. Стереохемија, Београд, 1987, превео М. Стефановић.

Објавио је 130 научних радова у домаћим и страним часописима. Његови радови се могу поделити углавном у три групе:
- хемија бисамида,
- хемија и биохемија стероида и
- фито хемијско проучавање домаће флоре.

## Одликовања и признања
- Октобарска награда града Београда 1966.
- Орден рада са црвеном заставом 1981.
- Плакета града Београда 1985.
- Орден заслуга за народ са златном звездом 1988.
- Плакета поводом 40-годишњице Природно-математичког факултета Београдског универзитета.
- Заслужни члан Српског хемијског друштва 1981.
- Медаља и повеља Српског хемијског друштва за трајан научни допринос у хемији 1990.
- Почасни члан Српског хемијског друштва 1992.[2]